# Bathyplotes natans
Bathyplotes natans е вид морска краставица от семейство Synallactidae. Видът не е застрашен от изчезване.

## Разпространение и местообитание
Разпространен е в Американски Вирджински острови, Ангуила, Антигуа и Барбуда, Аруба, Барбадос, Бахамски острови, Бонер, Британски Вирджински острови, Венецуела, Гваделупа, Гренада, Доминика, Доминиканска република, Западна Сахара, Ирландия, Исландия, Испания (Канарски острови), Кайманови острови, Китай, Колумбия, Куба, Кюрасао, Мавритания, Мароко, Мартиника, Мексико, Монсерат, Нова Зеландия, Норвегия, Панама, Португалия, Провинции в КНР, Пуерто Рико, Русия, Саба, САЩ, Свети Мартин, Северна Корея, Сейнт Винсент и Гренадини, Сейнт Китс и Невис, Сейнт Лусия, Сен Бартелми, Сен Естатиус, Синт Мартен, Тайван, Тринидад и Тобаго, Франция, Хаити, Ямайка и Япония.
Среща се на дълбочина от 110 до 3267.5 m, при температура на водата от -1,6 до 19,1 °C и соленост 34,3 – 36,5 ‰.

## Описание
Популацията на вида е стабилна.